# فرانك د. ستافورد
فرانك د. ستافورد (بالإنجليزية: Frank D. Stafford)‏ هو سياسي أمريكي، ولد في 15 أغسطس 1856 في ستامفورد في الولايات المتحدة. حزبياً، نشط في الحزب الجمهوري. وقد انتخب عمدة نورث آدمز، ماساتشوستس (1907 – 1908) وانتخب عمدة نورث آدمز، ماساتشوستس (1903 – 1904) وانتخب عضو مجلس نواب فيرمونت.